# Alphasat
Alphasat, chiamato anche Inmarsat-4A F4, è un satellite per telecomunicazioni di proprietà congiunta di Inmarsat e dell'Agenzia Spaziale Europea. È stato lanciato nel 2013 e viene utilizzato per telecomunicazioni in Africa e parte di Europa e Asia.
Il satellite è stato costruito da Astrium e Thales Alenia Space ed è basato sulla piattaforma Alphabus. È stato il primo satellite della serie Alphabus ad essere lanciato, perciò trasporta svariati sistemi di comunicazione sperimentali, oltre al suo carico utile commerciale. La massa al lancio era di 6 649 kg e ha una durata prevista di almeno 15 anni.
Il lancio è stato operato da Arianespace con un lanciatore Ariane 5 (numero del lancio VA-214), che trasportava anche il satellite INSAT-3D in un'orbita di trasferimento geosincrona. Il lancio è avvenuto alle 19.54.07 UTC del 25 luglio 2013 dal Centre spatial guyanais di Kourou, nella Guyana francese. La separazione del satellite dal lanciatore è avvenuta circa 27 minuti dopo.
Il satellite si trova in orbita geostazionaria alla longitudine di 25° est. Il 29 ottobre 2013 si trovava in un'orbita con un perigeo di 35 771 km, un apogeo di 35 801 km e un'inclinazione di 0,14° sull'equatore. L'orbita ha semiasse maggiore di 42 157,20 km ed eccentricità di 0,0003552, il che dà un periodo orbitale di 1 435,75 minuti, o 23,92 ore.

## Impieghi
Il satellite è stato utilizzato per la verifica in orbita dell'European Data Relay Satellite dell'ESA. Nel 2014 dei dati sono stati trasmessi dal satellite Sentinel-1A in orbita terrestre bassa all'Alphasat in orbita geostazionaria attraverso un collegamento ottico e quindi ritrasmessi a terra in banda Ka. Questo nuovo sistema potrà offrire collegamenti fino a 7,2 Gbit/s.
Il 3 febbraio 2015 l'Agenzia Spaziale Italiana ha utilizzato il satellite per effettuare la prima videoconferenza in banda Q/V, tra le stazioni di Tito Scalo (PZ) e Spino d'Adda (CR). In futuro si prevede di usare frequenze di 40/50 GHz nei sistemi commerciali di comunicazione satellitare, aumentando la larghezza di banda e permettendo di incrementare la quantità di dati trasmessi.